# Butorides
Butorides – rodzaj ptaków z podrodziny czapli (Ardeinae) w obrębie rodziny czaplowatych (Ardeidae).

## Zasięg występowania
Rodzaj obejmuje gatunki występujące w Ameryce, Afryce, Azji, Australii i Oceanii.

## Morfologia
Długość ciała 35–48 cm, rozpiętość skrzydeł 52–60 cm; masa ciała 125–260 g.

## Systematyka

### Etymologia
- Butorides (Butoroides): rodzaj Butor Swainson, 1827 (bąk); gr. -οιδης -oidēs „przypominający”[8].
- Ocniscus (Oniscus): gr. οκνος oknos „czapla”; gr. przyrostek zdrabniający -ισκος -iskos[9]. Gatunek typowy: Ardea virescens Linnaeus, 1758.
- Toburides: anagram nazwy rodzaju Butorides Blyth, 1852[10]. Gatunek typowy: Butorides rogersi Mathews, 1911[c].

### Podział systematyczny
Do rodzaju należą następujące gatunki:
- Butorides virescens (Linnaeus, 1758) – czapla zielona
- Butorides striata (Linnaeus, 1758) – czapla zielonawa